# Naked Thunder
Naked Thunder е солов албум на вокала на Deep Purple Иън Гилън. Издаден е през 1990 година.